# Archibald Vivian Hill
Archibald Vivian Hill (Bristol, 26. rujna 1886. – Cambridge, 3. lipnja 1977.), engleski fiziolog.
Jedan od osnivača discipline biofizike. 1922. godine podijelio je Nobelovu nagradu za fiziologiju ili medicinu s Ottom Fritzom Meyerhofom za razjašnjenje nastanka mehaničkog rada u mišićima.

## Vanjske poveznice
- (engl.)Nobelova nagrada - životopis